# Мрган
Мрган је насељено мјесто у Босни и Херцеговини у општини Бановићи које административно припада Федерацији Босне и Херцеговине. Према попису становништва из 1991. у насељу је живјело 504 становника.

## Становништво
| Националност       | 1991.        | 1981.        | 1971.        |
| Муслимани          | 472 (93,65%) | 385 (92,32%) | 339 (84,32%) |
| Срби               | 27 (5,35%)   | 27 (6,47%)   | 62 (15,42%)  |
| Хрвати             | 1 (0,19%)    | 0            | 0            |
| Југословени        | 3 (0,59%)    | 3 (0,71%)    | 0            |
| остали и непознато | 1 (0,19%)    | 2 (0,47%)    | 1 (0,24%)    |
| Укупно             | 504          | 417          | 402          |